# 金俊烨
金俊烨（韓語：김준엽，1920年8月26日—2011年6月7日），韓國歷史学家，朝鲜平安北道人，教育家，社会活动家。

## 生平
早年从事抗日活动，曾任韩国光复军总司令官李青天之副官。1948年入国立中央大学历史系学习。之后赴台在台湾大学从事历史研究工作。
回韩国后，历任高丽大学助教、教授、校长，一直兼任高丽大学亚洲问题研究所所长，其间两度赴美担任哈佛大学、普林斯顿大学和夏威夷大学客座教授。他发起成立了“韩国中国学会”、“韩国共产圈研究协会”并任会长；还担任“韩国地域研究协会”、“韩国历史学会”、“韩国国际政治学会”名誉理事长，韩国社会科学院院长。
金氏在韓國是广受尊敬的学者和教育家。在任高丽大学校长期间，坚持民主、主张学术自由、保护学生合法权利，反对全斗焕军政府开除示威学生等，被勒令辞职；由此激起高丽大学全体师生长达一个多月的示威运动，以抗议军政府的行为；此次示威运动有韩国现代史“护金运动”之稱。韩国历届执政党和在野党經常邀請他担任各种要职，韩国前总统卢泰愚甚至曾邀请他出任韩国总理，他均谢绝，只願意作为教育家和学者为国家和社会发挥自己的贡献，故韓國媒體稱其為「清高的讀書人」。
2011年，金俊燁逝世，韓國媒體以「最後的光復軍」之稱悼念。